# Samuele Bersani
Samuele Bersani (ur. 1 października 1970 w Rimini) – włoski piosenkarz i autor tekstów.

## Biografia
Samuele Bersani urodził się w Rimini 1 października 1970 roku. Jego ojciec jest flecistą. Bersani dorastał w mieście Cattolica. W 1991 roku Lucio Dalla zaprosił go na scenę podczas jednego z koncertów, by zagrał na fortepianie i zaśpiewał. Po przeprowadzeniu się do Bolonii nagrał pierwszy album „C’hanno preso tutto” w 1992 roku, który promował singiel „Chicco e Spillo”. Kolejny album Bersaniego „Freak” z przebojami „Spaccacuore” oraz „Cosa vuoi da me” wyszedł w 1995 roku. W 1997 roku singiel „Coccodrilli” zapowiadał trzeci krążek artysty „Samuele Bersani”. Na płycie znalazł się, m.in. przebój „Giudizi universali”. W 1998 roku tekst piosenki „Giudizi universali” zostaje uhonorowany nagrodą Premio Lunezia 1998. W jury przyznającym zasiadła m.in. pisarka Fernanda Pivano. W 2000 roku piosenkarz otrzymał nagrodę krytyków na Festiwalu w San Remo za piosenkę „Replay”. Przebój pochodził z czwartej płyty Bersaniego „L’oroscopo speciale” wydanej w 2000 roku. Kolejne albumy to: „Caramella smog” (2003), „L’aldiquà” (2006), „Manifesto abusivo” (2009), „Nuvola numero nove” (2013), „Cinema Samuele” (2020). W 2016 piosenkarz wydał album koncertowy „La fortuna che abbiamo (Live)”. Ma na koncie również dwa albumy kompilacyjne: „Che vita! Il meglio di Samuele Bersani” (2002) oraz Psyco – 20 anni di canzoni (2012). Kilkakrotnie przyznawano Bersaniemu włoską nagrodę Targa Tenco (2000, 2004, 2021).

## Dyskografia

### Albumy studyjne
- C’hanno preso tutto (1992)
- Freak (1994)
- Samuele Bersani (1997)
- L’oroscopo speciale (2000)
- Caramella smog (2003)
- L’aldiquà (2006)
- Manifesto abusivo (2009)
- Nuvola numero nove (2013)
- Cinema Samuele (2020)